# Oodaaq
L'isola di Oodaaq è un'isola del Mare Glaciale Artico estesa all'incirca 100 m², che politicamente fa parte della Groenlandia (Danimarca). È raggiungibile in elicottero dal parco nazionale della Groenlandia nordorientale, del quale fa parte.
Prima della riforma municipale groenlandese del 2009, apparteneva alla contea della Groenlandia Settentrionale.
È uno dei candidati a essere il punto di terra emersa più settentrionale del mondo, ma il suo primato è dibattuto, visto che, trattandosi di un banco di ghiaia e sabbia, l'azione delle onde e i ghiacci in movimento potrebbe farla sparire. Sono state segnalate terre emerse ancora più a nord che hanno nomi provvisori quali ATOW1996 e 83-42, ma la loro presenza manca di conferme.